# Bouchard IV. de Montmorency
Bouchard IV. (deutsch: Burkhard; † 1189 vor Akkon) war ein Herr von Montmorency, Écouen, Conflans-Sainte-Honorine und Attichy aus dem Haus Montmorency. Er war ein Sohn von Mathieu I. de Montmorency, Connétable von Frankreich, und der Alix, einer unehelichen Tochter des Königs Heinrich I. von England.
Er war verheiratet mit Laurette († 9. August 1181), einer Tochter des Grafen Balduin IV. von Hennegau. Deren Nichte Isabella heiratete 1180 den König Philipp II. August von Frankreich, wodurch die Montmorency Anschluss an den königlichen Hof gewannen. Zusammen mit seinen jüngeren Brüdern Thibaud und Mathieu nahm Bouchard am dritten Kreuzzug teil, auf dem er und Thibaud bei der Belagerung von Akkon starben.
Bouchard IV. hatte mindestens drei Kinder:
- Mathieu II. der Große († 1230), Herr von Montmorency etc., Connétable von Frankreich
- Eva († ?)
- Alix († 25. Februar 1221), ⚭ mit Simon de Montfort, 5. Earl of Leicester († 1218)

Der Ritter Joscelin de Montmorency, der 1190 ebenfalls auf dem dritten Kreuzzug gestorben war, war möglicherweise auch ein Sohn von Bouchard.
Siehe auch Stammliste der Montmorency